# Avellaneda (departement van Río Negro)
Avellaneda (Río Negro) is een departement in de Argentijnse provincie Río Negro. Het departement (Spaans:  departamento) heeft een oppervlakte van 20.379 km² en telt 32.308 inwoners.

## Plaatsen in departement Avellaneda
- Barrio Unión
- Chelforó
- Chimpay
- Choele Choel
- Colonia Josefa
- Coronel Belisle
- Darwin
- Fortin Uno
- La Japonesa
- Lamarque
- Luis Beltrán
- Pomona